# Пољска љубичица
Пољска љубичица (лат. Viola arvensis) је једногодишња или двогодишња зељаста биљка из фамилије Violaceae. Период цветања је све од априла до октобра.

## Опис
Корен је жиличаст. Стабло је полегло или полуусправно, ретко усправно, негранато или гранато, са длачицама или без, висине од 10 до 40 цм. Облик и дужина приземних листова се разликује од листова стабла. Наиме, приземни листови су овалног облика, док су листови стабла издуженији и имају краћу лисну дршку, а горњи листови су ланцетасти до копљасти са најкараћом лисном дршком у односу на приземне и листове стабла. Лисни залисци су перасто дељени, дужине пар центиметара. Цветови су појединачни, ситни, и налазе се на дугачким дршкама. Чашица је ланцетаста, дужине од 5 мм до 1 цм. Круница садржи спектар боја, од жуте до беличасте и љубичасте. Дужина круничних листића је обично већа од чашичних. Плод је чаура, пречника око 1 цм са семеном величине око 2 мм.

## Ареал распрострањења
Расте на подручју Европе, Западне Азије и Северне Африке.

## Станиште
Отворена станишта, ливаде, пашњаци, ивице шума, поред путева и у двориштима.

## Галерија
- хабитус
- цвет
- цвет